# Seleção Dinamarquesa de Handebol Masculino
A seleção dinamarquesa de handebol masculino é uma equipe europeia composta pelos melhores jogadores de handebol da Dinamarca. A equipe é mantida pela Federação Dinamarquesa de Handebol (em dinamarquês, Dansk Håndbold Forbund). Encontra-se na 3ª posição do ranking mundial da IHF.

## Competições

### Jogos Olímpicos
| Ano                                  | Fase              | Posição           | JG                | V                 | E                 | D                 | GF                | GS                | DF                |
| ------------------------------------ | ----------------- | ----------------- | ----------------- | ----------------- | ----------------- | ----------------- | ----------------- | ----------------- | ----------------- |
| 1936 Berlim                          | Não qualificou-se | Não qualificou-se | Não qualificou-se | Não qualificou-se | Não qualificou-se | Não qualificou-se | Não qualificou-se | Não qualificou-se | Não qualificou-se |
| Não houve disputas entre 1948 e 1968 |                   |                   |                   |                   |                   |                   |                   |                   |                   |
| 1972 Munique                         | Disputa 13º/14º   | 13º               | 5                 | 2                 | 1                 | 2                 | 78                | 78                | 0                 |
| 1976 Montreal                        | Disputa 7º/8º     | 8º                | 5                 | 2                 | 0                 | 3                 | 113               | 127               | −14               |
| 1980 Moscou                          | Disputa 9º/10º    | 9º                | 6                 | 2                 | 0                 | 4                 | 124               | 124               | 0                 |
| 1984 Los Angeles                     | Semifinal         | 4º                | 6                 | 4                 | 0                 | 2                 | 134               | 122               | +12               |
| 1988 Seul                            | Não qualificou-se | Não qualificou-se | Não qualificou-se | Não qualificou-se | Não qualificou-se | Não qualificou-se | Não qualificou-se | Não qualificou-se | Não qualificou-se |
| 1992 Barcelona                       | Não qualificou-se | Não qualificou-se | Não qualificou-se | Não qualificou-se | Não qualificou-se | Não qualificou-se | Não qualificou-se | Não qualificou-se | Não qualificou-se |
| 1996 Atlanta                         | Não qualificou-se | Não qualificou-se | Não qualificou-se | Não qualificou-se | Não qualificou-se | Não qualificou-se | Não qualificou-se | Não qualificou-se | Não qualificou-se |
| 2000 Sydney                          | Não qualificou-se | Não qualificou-se | Não qualificou-se | Não qualificou-se | Não qualificou-se | Não qualificou-se | Não qualificou-se | Não qualificou-se | Não qualificou-se |
| 2004 Atenas                          | Não qualificou-se | Não qualificou-se | Não qualificou-se | Não qualificou-se | Não qualificou-se | Não qualificou-se | Não qualificou-se | Não qualificou-se | Não qualificou-se |
| 2008 Pequim                          | Disputa 7º/8º     | 7º                | 8                 | 3                 | 2                 | 3                 | 225               | 211               | +14               |
| 2012 Londres                         | Quartas de Final  | 6º                | 6                 | 4                 | 0                 | 2                 | 146               | 153               | −7                |
| 2016 Rio de Janeiro                  | Campeão           | 1º                | 8                 | 6                 | 0                 | 2                 | 230               | 211               | +19               |
| 2020 Tóquio                          | Qualificado       | Qualificado       | Qualificado       | Qualificado       | Qualificado       | Qualificado       | Qualificado       | Qualificado       | Qualificado       |
| Total                                | 8/14              | 1 Título          | 44                | 23                | 3                 | 18                | 1050              | 1026              | +24               |

### Campeonato Mundial
| Ano   | Fase                  | Posição               | JG                    | V                     | E                     | D                     | GF                    | GS                    | DF                    |
| ----- | --------------------- | --------------------- | --------------------- | --------------------- | --------------------- | --------------------- | --------------------- | --------------------- | --------------------- |
| 1938  | Semifinal             | 4º                    | 3                     | 0                     | 0                     | 3                     | 6                     | 20                    | −14                   |
| 1954  | Disputa 5º/6º         | 5º                    | 3                     | 1                     | 0                     | 2                     | 44                    | 45                    | −1                    |
| 1958  | Semifinal             | 4º                    | 6                     | 4                     | 0                     | 2                     | 121                   | 86                    | +35                   |
| 1961  | Disputa 5º/6º         | 5º                    | 6                     | 4                     | 0                     | 2                     | 92                    | 78                    | +14                   |
| 1964  | Disputa 7º/8º         | 7º                    | 6                     | 3                     | 0                     | 3                     | 105                   | 96                    | +9                    |
| 1967  | Vice-Campeão          | 2º                    | 6                     | 4                     | 0                     | 2                     | 107                   | 78                    | +29                   |
| 1970  | Semifinal             | 4º                    | 6                     | 3                     | 0                     | 3                     | 103                   | 116                   | −13                   |
| 1974  | Segunda Fase          | 8º                    | 6                     | 2                     | 0                     | 4                     | 63                    | 78                    | −15                   |
| 1978  | Semifinal             | 4º                    | 6                     | 4                     | 1                     | 1                     | 114                   | 101                   | +13                   |
| 1982  | Semifinal             | 4º                    | 7                     | 4                     | 1                     | 2                     | 150                   | 143                   | +7                    |
| 1986  | Segunda Fase          | 8º                    | 7                     | 3                     | 0                     | 4                     | 152                   | 160                   | −8                    |
| 1990  | Não qualificou-se     | Não qualificou-se     | Não qualificou-se     | Não qualificou-se     | Não qualificou-se     | Não qualificou-se     | Não qualificou-se     | Não qualificou-se     | Não qualificou-se     |
| 1993  | Segunda Fase          | 9º                    | 7                     | 2                     | 2                     | 3                     | 145                   | 156                   | −11                   |
| 1995  | Fase Preliminar       | 17º                   | 5                     | 2                     | 0                     | 3                     | 126                   | 117                   | +9                    |
| 1997  | Não qualificou-se     | Não qualificou-se     | Não qualificou-se     | Não qualificou-se     | Não qualificou-se     | Não qualificou-se     | Não qualificou-se     | Não qualificou-se     | Não qualificou-se     |
| 1999  | Oitavas de Final      | 9º                    | 6                     | 4                     | 0                     | 2                     | 141                   | 140                   | +1                    |
| 2001  | Não qualificou-se     | Não qualificou-se     | Não qualificou-se     | Não qualificou-se     | Não qualificou-se     | Não qualificou-se     | Não qualificou-se     | Não qualificou-se     | Não qualificou-se     |
| 2003  | Segunda Fase          | 9º                    | 7                     | 4                     | 0                     | 3                     | 201                   | 193                   | +8                    |
| 2005  | Fase Preliminar       | 13º                   | 5                     | 3                     | 0                     | 2                     | 174                   | 117                   | +57                   |
| 2007  | Semifinal             | 3º                    | 10                    | 7                     | 0                     | 3                     | 316                   | 283                   | +33                   |
| 2009  | Semifinal             | 4º                    | 10                    | 7                     | 0                     | 3                     | 298                   | 258                   | +40                   |
| 2011  | Vice-Campeão          | 2º                    | 10                    | 9                     | 0                     | 1                     | 334                   | 256                   | +78                   |
| 2013  | Vice-Campeão          | 2º                    | 9                     | 8                     | 0                     | 1                     | 291                   | 244                   | +47                   |
| 2015  | Quartas de Final      | 5º                    | 9                     | 6                     | 2                     | 1                     | 272                   | 234                   | +38                   |
| 2017  | Oitavas de Final      | 10º                   | 6                     | 5                     | 0                     | 1                     | 182                   | 157                   | +25                   |
| 2019  | Campeão               | 1º                    | 10                    | 10                    | 0                     | 0                     | 317                   | 223                   | +94                   |
| 2021  | Campeão               | 1º                    | 9                     | 8                     | 1                     | 0                     | 304                   | 227                   | +77                   |
| 2023  | Qualificado           | Qualificado           | Qualificado           | Qualificado           | Qualificado           | Qualificado           | Qualificado           | Qualificado           | Qualificado           |
| 2025  | Qualificado como sede | Qualificado como sede | Qualificado como sede | Qualificado como sede | Qualificado como sede | Qualificado como sede | Qualificado como sede | Qualificado como sede | Qualificado como sede |
| 2027  | A ser definido        | A ser definido        | A ser definido        | A ser definido        | A ser definido        | A ser definido        | A ser definido        | A ser definido        | A ser definido        |
| Total | 25/30                 | 2 Títulos             | 165                   | 107                   | 7                     | 51                    | 4158                  | 3606                  | +552                  |

* Vermelho cor da borda, indica que o torneio foi realizado em casa.

### Campeonato Europeu
| Ano   | Fase              | Posição           | JG                | V                 | E                 | D                 | GF                | GS                | DF                |
| ----- | ----------------- | ----------------- | ----------------- | ----------------- | ----------------- | ----------------- | ----------------- | ----------------- | ----------------- |
| 1994  | Disputa 3º/4º     | 4º                | 7                 | 3                 | 1                 | 3                 | 150               | 152               | −2                |
| 1996  | Disputa 11º/12º   | 12º               | 6                 | 0                 | 0                 | 6                 | 132               | 158               | −26               |
| 1998  | Não qualificou-se | Não qualificou-se | Não qualificou-se | Não qualificou-se | Não qualificou-se | Não qualificou-se | Não qualificou-se | Não qualificou-se | Não qualificou-se |
| 2000  | Disputa 9º/10º    | 10º               | 6                 | 2                 | 0                 | 4                 | 143               | 153               | −10               |
| 2002  | Disputa 3º/4º     | 3º                | 8                 | 6                 | 1                 | 1                 | 212               | 190               | +22               |
| 2004  | Disputa 3º/4º     | 3º                | 8                 | 6                 | 0                 | 2                 | 240               | 206               | +34               |
| 2006  | Disputa 3º/4º     | 3º                | 8                 | 5                 | 1                 | 2                 | 249               | 231               | +18               |
| 2008  | Campeão           | 1º                | 8                 | 7                 | 0                 | 1                 | 233               | 193               | +40               |
| 2010  | Disputa 5º/6º     | 5º                | 7                 | 5                 | 0                 | 2                 | 198               | 184               | +14               |
| 2012  | Campeão           | 1º                | 8                 | 6                 | 0                 | 2                 | 216               | 201               | +15               |
| 2014  | Vice-Campeão      | 2º                | 8                 | 7                 | 0                 | 1                 | 247               | 222               | +25               |
| 2016  | Disputa 5º/6º     | 6º                | 7                 | 4                 | 1                 | 2                 | 194               | 180               | +14               |
| 2018  | Disputa 3º/4º     | 4º                | 8                 | 5                 | 0                 | 3                 | 235               | 205               | +30               |
| 2020  | Fase Preliminar   | 13º               | 3                 | 1                 | 1                 | 1                 | 85                | 83                | +2                |
| 2022  | A ser definido    | A ser definido    | A ser definido    | A ser definido    | A ser definido    | A ser definido    | A ser definido    | A ser definido    | A ser definido    |
| 2024  | A ser definido    | A ser definido    | A ser definido    | A ser definido    | A ser definido    | A ser definido    | A ser definido    | A ser definido    | A ser definido    |
| Total | 13/14             | 2 Títulos         | 81                | 50                | 4                 | 27                | 2449              | 2275              | +174              |

* Vermelho cor da borda, indica que o torneio foi realizado em casa.

## Elenco atual
Convocados para integrar a seleção dinamarquesa de handebol masculino nos Jogos Olímpicos de 2012: